# Oghamstein von Darrynane Beg

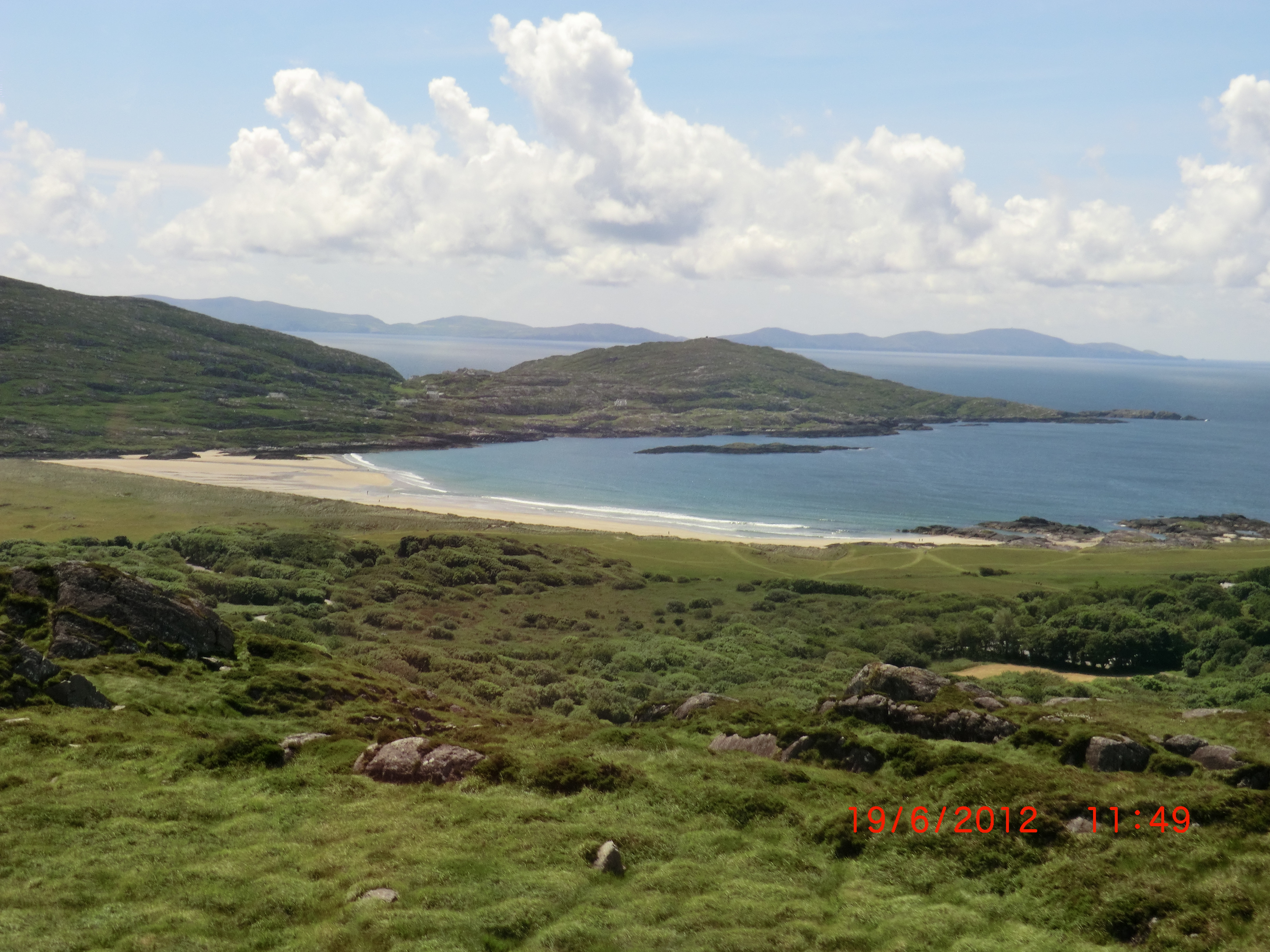
Strand von Darrynane Beg

Der Oghamstein von Darrynane Beg ist ein Nationaldenkmal im County Kerry, in Irland. Der 1939 von Macalister erstmals erwähnte nur bei Ebbe sichtbare Oghamstein (CIIC 220) lag ursprünglich am Strand von Darrynane im Townland Darrynane Beg (irisch Doire Fhíonáin Beag) Er wurde in den 1940er Jahren an den nahen Straßenrand versetzt.
Der im frühen 6. Jahrhundert n. Chr. als Grabstein mit einer Ogham-Inschrift in archaischem Irisch aus Sandsteinsplitt errichtete Stein misst 211 × 51 × 30 cm.
Die stark abgewitterte Inschrift an zwei Ecken des Steins lautet transkribiert: 
ANM ḶḶATỊG̣[NI] Ṃ[A]Q [MINE]ṚC/ Ṃ[UCOI Q ̣ ̣ ? ̣ ̣CI?] 
(dt. „Name von Llatignos, Sohn von Minerc, vom Stamm Q...ci“) 
„Llatigni“ enthält das Diminutiv -gno-, was auf den Namen Láithbe oder Láithech deutet. Min- ist ein Diminutiv, der auf „Klein-Erc“ (Erc Becc) deutet. 